# ベルント・アロイス・ツィンマーマン
ベルント・アロイス・ツィンマーマン（Bernd Alois Zimmermann, 1918年3月20日-1970年8月10日）はドイツの現代音楽の作曲家。

## 略歴
ケルン近郊のブリースハイムで生まれる。途中戦争による中断があったがケルン音楽大学とケルン大学で学んだのち、ダルムシュタット夏季現代音楽講習会に参加、ルネ・レイボヴィッツからセリエリズムの影響を受ける。1956年にISCMドイツのプレジデントに昇格。1957年に母校の音大でフランク・マルタンの後任として作曲科の教授を勤め、篠原眞やヨハネス・フリッチェなどを育て、後年のシュトックハウゼン体制の橋渡しをする。晩年には結局自分の音楽が理解されないとして謎のピストル自殺を遂げている。

## 作風
「弦楽オーケストラの為の協奏曲」、「ピアノトリオ」、「無伴奏ヴィオラソナタ」、「一楽章の交響曲」などで新古典的書法を成熟させていた彼は、1950年代の前衛の世代と対峙する。「遠近法 - 想像上のバレエの為の音楽」「コンフィグラツィオーネン」などでセリー的な書法を導入するも、彼の興味は「時間」の様々な表現に常にあった。
「無伴奏チェロソナタ」は一つのセリーで全曲が構成され、高い技巧を要する作品である。1965年の前衛の時代に書かれた優れたオペラと評価され、極度に難解な「兵士たち」では既に等拍パルスが用いられているなど、先駆的な楽器法が光る。同じ頃、前年の2台のピアノのための「モノローグ」の編曲版である2台のピアノのための協奏曲「ディアローグ」も書かれたが、その巨大性と複雑性が極度に開花した時期だった。
やがてシュトックハウゼンの言う「正しい軌道」という思考に激怒し、全曲が「引用」で構成される1966年の「ユビュ王晩餐の音楽」でシュトックハウゼンを引用してその上に罵倒する文句を重ねるなど、前衛音楽の姿勢に挑発的な態度を示す。しかしながら、前衛イディオムを身にまといながらの批判は当然様式上の矛盾を抱えることとなり、「モノローグ」、「ディアローグ」、「アンティフォネン」、「パ・ド・トロワの様式による協奏曲」では苦悩の影が漂い始め、難解な音楽へと変わってゆく。彼の引用技法は後年の隅々にまで徹底している。
1967年の「インテルコムニカツィオーネ」、1968年の「フォトプトーシス」では静止した持続音がD音に現れる部分が多く、「静止主義」の様相を濃くしてゆく。1969年の「若い詩人の為のレクイエム」で創作の総決算を行い、1970年の「伝道行為」と「静止と反転」の2作品を完成させた。全体としてのツィンマーマンの創作態度は、どの派閥にも属さない孤立した人生だった。

## 受容と評価
前衛イディオムと過去の音楽文化を折衷した独自の様式は、1920年代から1930年代生まれの作曲家たちの嘲笑の的となり、ツィンマーマンを苦しめることと成った。しかし、1970年代は前衛の停滞が叫ばれ、作曲上の進歩が疑わしくなったその時、多様式主義を掲げる作曲家たちが現れる。皮肉にも、ツィンマーマンは死後に評価されるようになった。演奏困難のために信頼に値する音盤も少なく、CDリリースで作風の全容が理解されるのは1990年代に入ってからである。
なお傑作とも難解複雑の代名詞とも評されるオペラ『兵士たち』は、2008年5月10日、新国立劇場において、ウィリー・デッカーの演出、若杉弘指揮、東京フィルハーモニー交響楽団によって日本初演された。

## 作品
- 1942–1946: Fünf Lieder für mittlere Singstimme und Klavier
- 1946: Extemporale für Klavier
- 1946: Capriccio für Klavier
- 1947: Lob der Torheit für Soli, Chor und großes Orchester
- 1949: Enchiridion I für Klavier
- 1950: Sonate für Violine und Klavier
- 1950: Konzert für Violine und Orchester
- 1950: Rheinische Kirmestänze (1962 für 13 Bläser gesetzt)
- 1950: Märchen-Suite
- 1951: Enchiridion II für Klavier
- 1951: Sonate für Violine solo
- 1951: Sinfonie in einem Satz (Neufassung 1953)
- 1952: Konzert für Oboe und kleines Orchester
- 1954: Metamophose. Musik zum gleichnamigen Film von Michael Wolgensinger für kleines Orchester
- 1954: Nobody knows de trouble I see – Konzert für Trompete und Orchester
- 1955: Sonate für Bratsche solo
- 1955: Alagoana, Caprichos Brasileiros – Ballett
- 1956: Konfigurationen
- 1956: Perspektiven – Musik für ein imaginäres Ballet
- 1957: Canto di speranza
- 1957: Die fromme Helene
- 1957: Omnia tempus habent
- 1958: Impromptu
- 1960: Dialoge – Konzert für zwei Klaviere und großes Orchester
- 1960: Sonate für Cello solo
- 1961: Présence, ballet blanc
- 1961: Antiphonen
- 1962: Cinque Capricci di Girolamo Frescobaldi „La Frescobalda“ für Orchester
- 1962: Giostra Genovese. Alte Tänze verschiedener Meister für kleines Orchester
- 1962: Vokalsinfonie aus Die Soldaten für sechs Gesangssolisten (Koloratursopran, Mezzosopran, Alt, zwei Tenöre, Bass) und Orchester, UA: 20. Mai 1963
- 1963: Tempus Loquendi
- 1964: Monologe
- 1965: Die Soldaten – Oper, UA: 15. Februar 1965
- 1966: Musique pour les soupers du Roi Ubu – Ballett noir (1968 als Konzertstück überarbeitet)
- 1966: Konzert für Violoncello und Orchester en forme de pas de trois
- 1967: Intercomunicazione
- 1967: Tratto
- 1968: Photoptosis
- 1969: Requiem für einen jungen Dichter – Lingual
- 1970: Stille und Umkehr
- 1970: Tratto 2
- 1970: Vier kurze Studien
- 1970: Ich wandte mich und sah an alles Unrecht, das geschah unter der Sonne – Ekklesiastische Aktion